# John Langalibalele Dube
John Langalibalele Dube (Inanda, 1871 – 1946) è stato un politico, filosofo e poeta sudafricano.

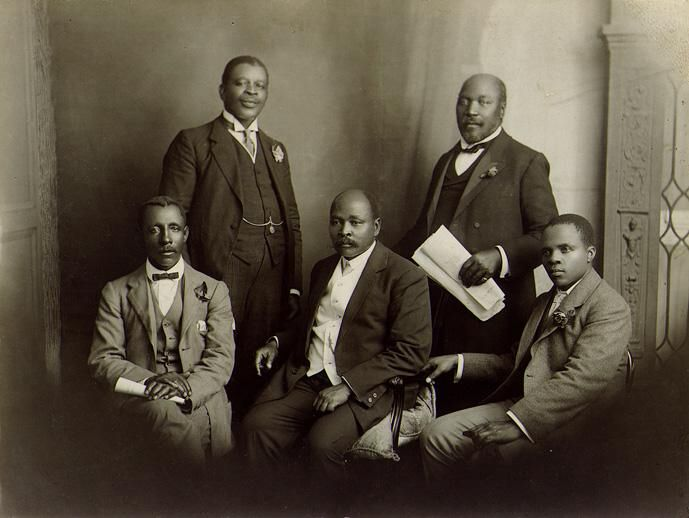
South African Native National Congress (Londra, giugno 1914). Thomas Mapike, Walter Rubusana, John Dube, Saul Msane, Sol Plaatje

Fu il fondatore e primo presidente del South African Native National Congress (che diventò poi African National Congress) tra il 1912 e il 1917. 

## Biografia
Dube nacque a Inanda nel Natal figlio del reverendo James Dube. Iniziò a studiare a Inanda e nell'Adams College a Amanzimtoti; nel 1887 partì per gli Stati Uniti per continuare i suoi studi nell'Oberlin College. Per diritto John Dube era uno dei capi della tribù dei Qadi ma per via della conversione di suo padre al cristianesimo non poté mai regnare su questo popolo appartenente all'etnia Zulu. Il suo nome originario zulu era Ngcobo.
Ecco alcune delle opere letterarie scritte da John Dube:
- Umuntu Isita Sake Uqobo Lwake  (Un uomo è il suo peggior nemico),
- Insila kaShaka  (1930),
- Ukuziphatha (1910).

Fu fondatore nel 1903 del primo quotidiano scritto in lingua zulu l'Ilanga laseNatali. A Ohlange vicino a Durban, Dube, nel 1901 fondò le scuole di Inanda Seminary Institute for Girls  per le donne appartenenti al popolo Bantu e la Zulu Christian Industrial School.